# Хойко Маннинга
Хойко Маннинга (нем. Hoyko Manninga; после 1509 — 1568) — последний потомок мужского пола восточнофризского хофтлингского рода Маннинга. Он принадлежал к той ветви рода, которая проживала в Певзуме примерно с 1400 года. Его отец Фокко Маннинга начал в 1529 году переделывать каменный дом в Певзуме в замок (Маннингабург). После смерти отца Хойко Маннинга продолжил расширять семейную резиденцию.
Хотя Хойко Маннинга был относительно состоятельным и богатым, он также взял на себя значительные долги по наследству от своего отца. Со своей первой женой Теттой, наследницей сеньории и замка Ольдерзум, и со второй женой, Иоганной Мулерт цу Краненбург, он тоже жил очень экстравагантно и считался склонным к пьянству. Ещё в 1540 году он продал свою сеньорию Еннельт своему родственнику Кристофу фон Эвзуму, в 1560 году дом Асинга в Варффуме (Гронинген), в 1560 и 1562 годах земли в Вискварде и земли в Еннельте, которые всё ещё принадлежали ему. В 1565 году он, наконец, был вынужден продать замок и сеньорию Певзум, которые были куплены за 80 000 гульденов Катариной Шведской, женой тогдашнего правителя графа Эдцарда II. Тем не менее, супружеская пара смогла приобрести дома в Краненбурге и Ставердене (недалеко от Зволле и Хардервейка).
Хойко был ярым сторонником Реформации. С другой стороны, его двоюродный дед Поппо Маннинга был последним католическим пробстом Эмдена. Хойко, вероятно, тайно поддерживал сектанта Хендрика Никлаэса, изгнанного из города Эмдена в 1560 году. В 1566 году он был одним из инициаторов иконоборчества в Гронингене. В качестве покровителя церкви в Певзуме, Кампене и Вокварде он назначил голландских религиозных беженцев пасторами. Хойко умер в 1568 году, возможно, погиб в битве при Гейлигерлее или Йемгуме. Его вдова поселилась в Краненбурге и в 1570 году вышла замуж за маррана Габриэля де Салазара.
В литературе Хойко Маннингу иногда путают с его троюродным братом Хайо Маннингой фон Лангхаус, основателем поместья Лангхаус в Вестермарше недалеко от Нордена. Он также был состоятельным человеком в Гронингерланде; он был советником графа при дворе Эдцарда II, бургомистром Нордена, а затем консулом в собрании поместного округа в Оммеландах.